# Vierstrahliges Flugzeug

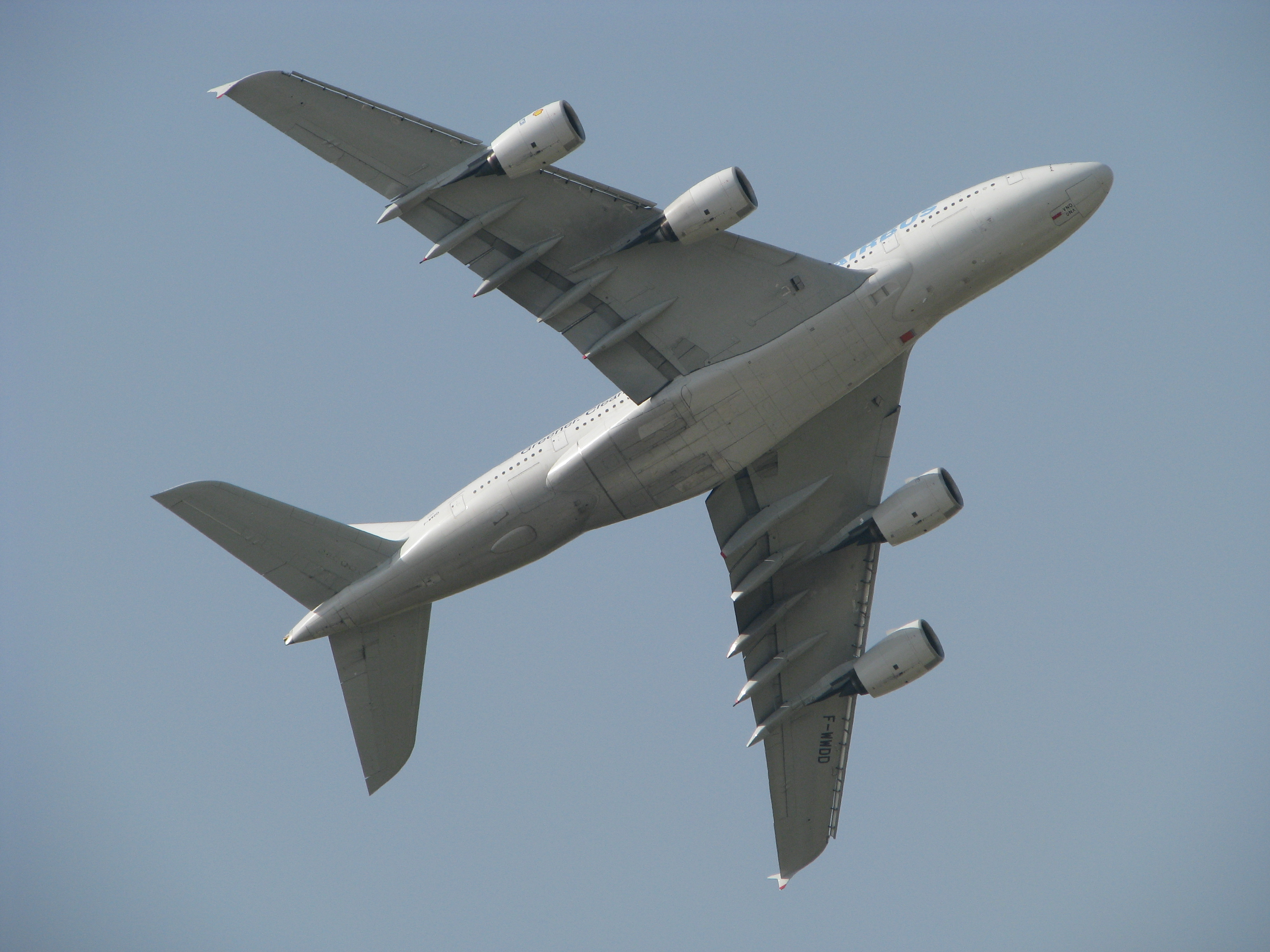
Langstreckenflugzeug Airbus A380

Vierstrahlige Flugzeuge sind Flugzeuge, die von vier Strahltriebwerken angetrieben werden. Diese Bauweise wird sowohl in der militärischen als auch in der zivilen Luftfahrt eingesetzt. Vierstrahlige Flugzeuge sind überwiegend klassische Langstreckenflugzeuge. Bedeutung im Passagierflugverkehr auf langen und ultralangen Strecken haben heutzutage insbesondere die Boeing 747, der Airbus A340, der Airbus A380, die Iljuschin Il-96 und in einigen Ländern auch beispielsweise die Iljuschin Il-76 und Iljuschin Il-86 sowie auf Kurz- und Mittelstrecken die Avro-RJ-/BAe-146-Familie. Im Jahre 2009 sind weltweit etwa 3200 vierstrahlige Modelle im zivilen und etwa 1100 im militärischen Bereich im Einsatz.
Die ersten im Luftverkehr bedeutsamen Strahlflugzeuge waren die De Havilland DH.106 Comet, Boeing 707, Douglas DC-8, Vickers VC-10 und die Iljuschin Il-62, von denen bis auf die Comet und die VC-10 jeweils noch wenige Exemplare in Betrieb sind.
Als Folge technischer Verbesserungen werden vierstrahlige Modelle auch auf Langstrecken zunehmend ersetzt durch zweistrahlige Flugzeuge, wie beispielsweise die Boeing 767, die Boeing 777, die Boeing 787 und  den Airbus A330 sowie den Airbus A350.

## Geschichtliche Entwicklung

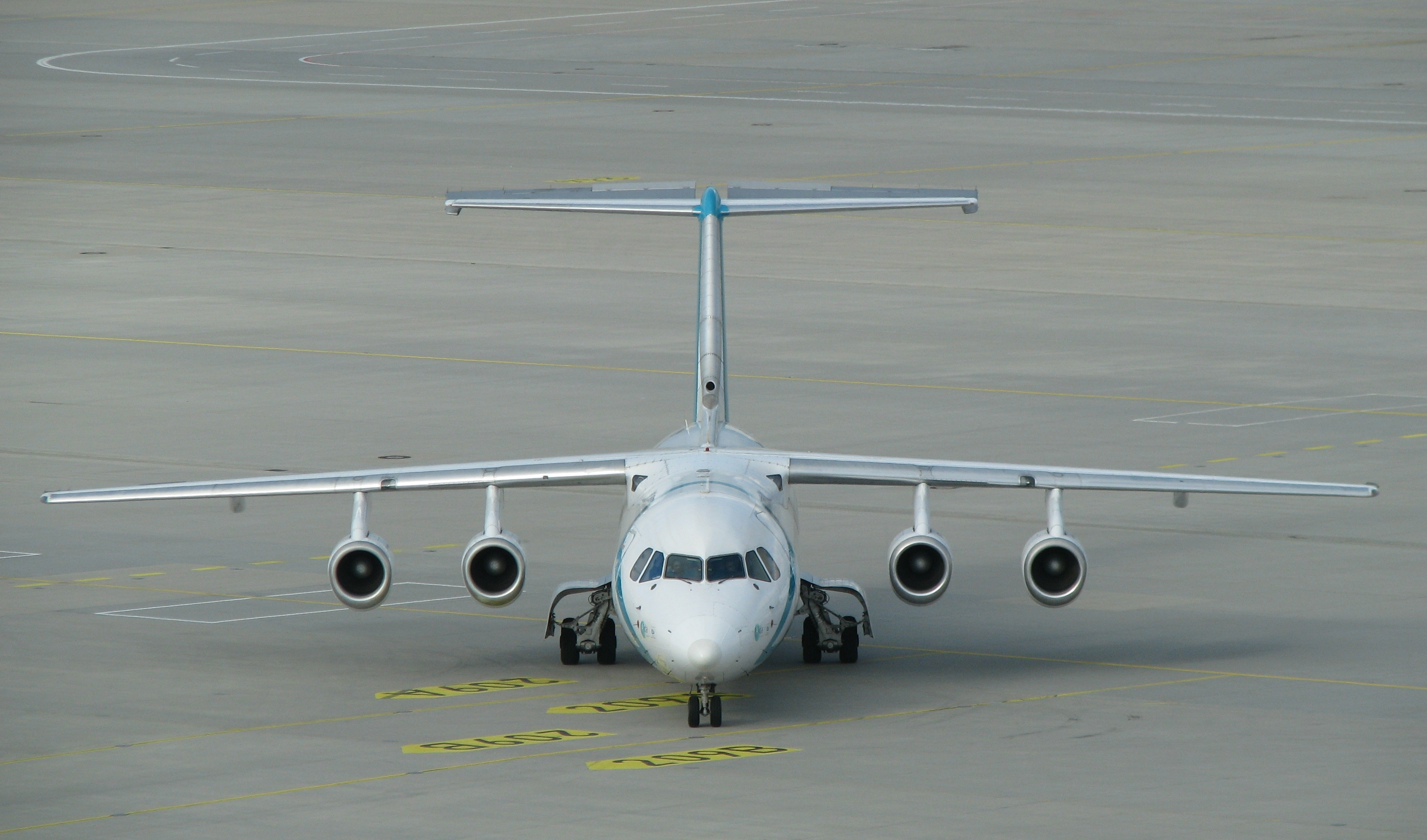
Kurz- und Mittelstreckenflugzeug Avro RJ

Als erstes vierstrahliges Flugzeug wurde eine Variante der ursprünglich zweistrahligen Arado Ar 234C noch während des Zweiten Weltkrieges 1945 in mehreren Prototypen zum Einsatz als Bomber konstruiert. Ab April 1949 flog als erstes Düsenverkehrsflugzeug die de Havilland Comet des britischen Herstellers de Havilland. Durch zwei schwere Unfälle in den Jahren 1950 und 1954, bei denen wegen Materialermüdung zwei Flieger in der Luft auseinanderbrachen, erhielten andere Unternehmen die Chance, sich ihrerseits mit vierstrahligen zivilen Flugzeugen auf dem Markt zu etablieren, darunter die US-amerikanischen Unternehmen Boeing mit der Modellreihe Boeing 707 und Douglas mit der Reihe DC-8. Im militärischen Einsatz wurden Neukonstruktionen ebenfalls forciert, z. B. in der Sowjetunion die Mjassischtschew M-4 und in den USA die North American B-45. Während des Kalten Krieges wurden insbesondere Bomber wegen der höheren Reichweite und der Möglichkeit einer größeren Zuladung mit vier Düsentriebwerken ausgestattet.
Als Folge des zunehmenden Passagierverkehrs seit den 1960er-Jahren wurden mehr zivile Flugzeugtypen mit vier Triebwerken gebaut, in teilweise sehr hohen Stückzahlen. Zu den auch heute noch bekanntesten frühen zivilen vierstrahligen Flugzeugen zählen Typen der Hersteller Boeing (z. B. Boeing 707, Boeing 747 „Jumbo Jet“), Douglas (z. B. DC-8), Iljuschin (z. B. Il-62, Il-86) und das vom französisch-britischen Joint-Venture Aérospatiale-BAC seit 1962 entwickelte Überschall-Verkehrsflugzeug Concorde. Eher erfolglos blieben die Convair CV-880 und Convair CV-990.

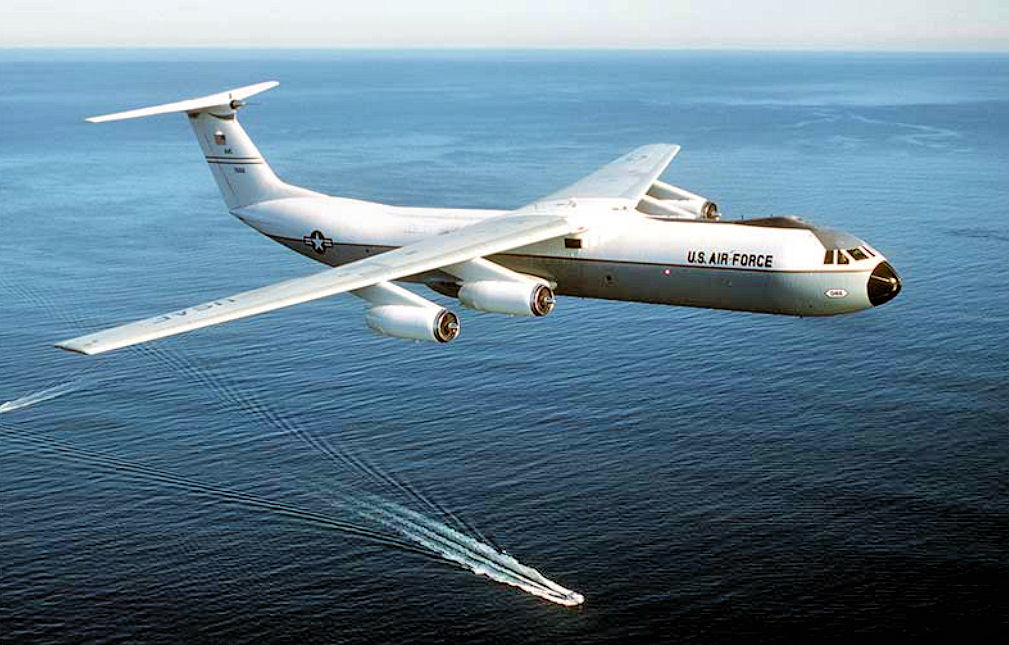
Langstrecken-Transportflugzeug C-141 Starlifter

Eines der wenigen Geschäftsreiseflugzeuge mit vier Triebwerken ist die ab 1961 verkaufte Lockheed Jetstar, von der über 200 Exemplare gebaut wurden.
Besonders das Großraumflugzeug Boeing 747 Jumbo Jet veränderte seit seinem Erstflug im Jahre 1969 den zivilen Flugverkehr einschneidend. Es machte Verbindungen auf langen Strecken mit hohen Passagieraufkommen (ca. 400-550 Passagiere) problemlos und erhöhte durch ihre vier Triebwerke die Sicherheit bei transozeanischen Flügen. Auch das europäische Unternehmen EADS schuf mit seinem Airbus A340 seit Anfang der 1990er Jahre ein vierstrahliges Langstreckenflugzeug, das heute zu den Hauptverkehrsträgern auf Langstreckenflügen zählt. Neu eingeführt wird seit 2005 der Airbus A380 als derzeit weltgrößtes Passagierflugzeug mit maximal etwa 800 Passagieren auf zwei durchgehenden Decks.
Die Avro-RJ-Familie (vor 1993: BAe 146) mit guten Kurzstart- und Landeeigenschaften spielt eine große Rolle bei Städteverbindungen im Kurz- und Mittelstreckeneinsatz bis zu etwa 2800 km.

## Auswirkungen der ETOPS
Zunehmende Verbesserungen bei der Zuverlässigkeit der Turbofan-Triebwerke ermöglichen einen ausgedehnteren Einsatz zweistrahliger Flugzeuge im internationalen Flugfernverkehr. Diesen technischen Entwicklungen folgt auch ETOPS. Dies ist die umfassende Regelung der Langstreckenflüge mit zwei- und dreistrahligen Flugzeugen.
Als Auswirkung davon wird der Airbus 340 nicht mehr so häufig eingesetzt, und als vierstrahlige zivile Flugzeuge werden in Zukunft hauptsächlich die Boeing 747 und der Airbus 380 auf den Flughäfen der Welt starten und landen, für deren Größenklasse es keine zweistrahlige Alternative gibt.

Eine Nische für vierstrahlige Flugzeuge werden wohl vorerst der private nicht-kommerzielle Flugzeugbetrieb (z. B. Luxusreiseflugzeuge) und der Langstreckenbetrieb neu gegründeter Fluggesellschaften sein. Privatjets erhalten von der US-Luftfahrtbehörde FAA zum Beispiel keine ETOPS-Zulassung. Auch Fluggesellschaften, die keine ausreichende Erfahrung im Betrieb von Langstreckenflugzeugen nachgewiesen haben, erhalten nicht notwendigerweise sofort nach Betriebsaufnahme die ETOPS-Zulassung. Aus diesem Grund setzt z. B. die tahitianische Fluglinie Air Tahiti Nui ausschließlich A340-300 ein: Zur Betriebsaufnahme Ende 1998 lag keine ETOPS-Zulassung vor und der Airbus A340 war damit für die junge Gesellschaft das einzige Muster, das sie in ihrem nur aus transozeanischen Langstrecken bestehenden Streckennetz einsetzen konnte. 
Darüber hinaus gibt es auch heute noch Strecken im Bereich des Südpazifik, die nur mit drei- und vierstrahligen Flugzeugen beflogen werden dürfen, z. B. Auckland–Santiago de Chile.
Seit 2007 entwickelt Kawasaki Heavy Industries die vierstrahlige XP-1 als Flugzeug zur Seeraumüberwachung für die Japanischen Meeresselbstverteidigungsstreitkräfte.

## Konstruktionsmerkmale

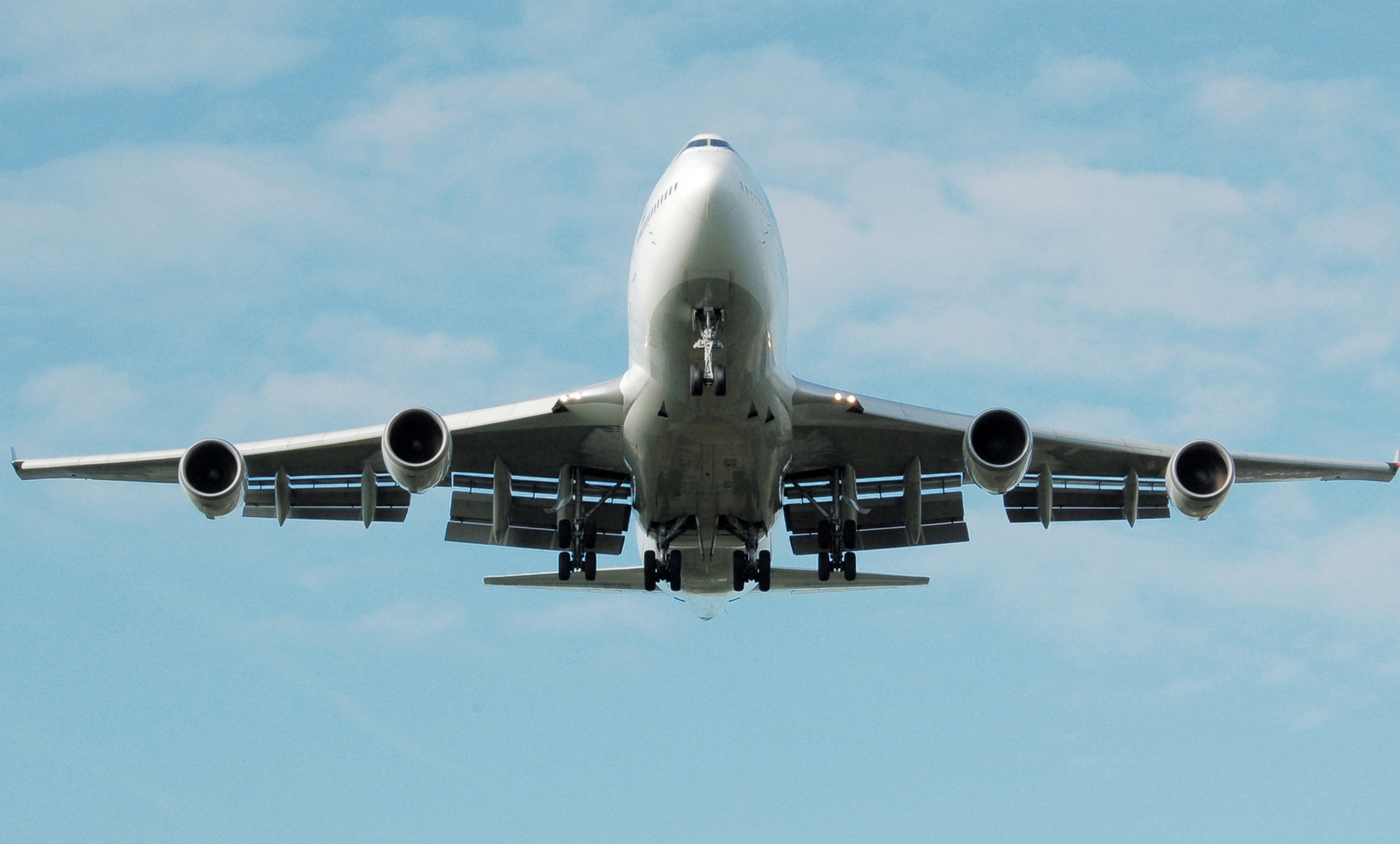
Boeing 747-400: Triebwerke unter den Tragflächen

### Triebwerke unterhalb der Tragflächen
Vier paarweise, in Triebwerksgondeln unterhalb der Tragflächen angebrachte Turbofan-Triebwerke sorgen für den notwendigen Schub. Diese Anordnung hat sich für Verkehrsflugzeuge heute weitgehend durchgesetzt.
Obwohl dabei Nachteile bei Beherrschbarkeit während Triebwerksausfällen, Risiko von Fremdkörperansaugung und Kabinenlärm
in Kauf genommen werden, überwiegen die Vorteile hinsichtlich Treibstoffverbrauch und Wartungskosten.

### Triebwerke seitlich am Heck

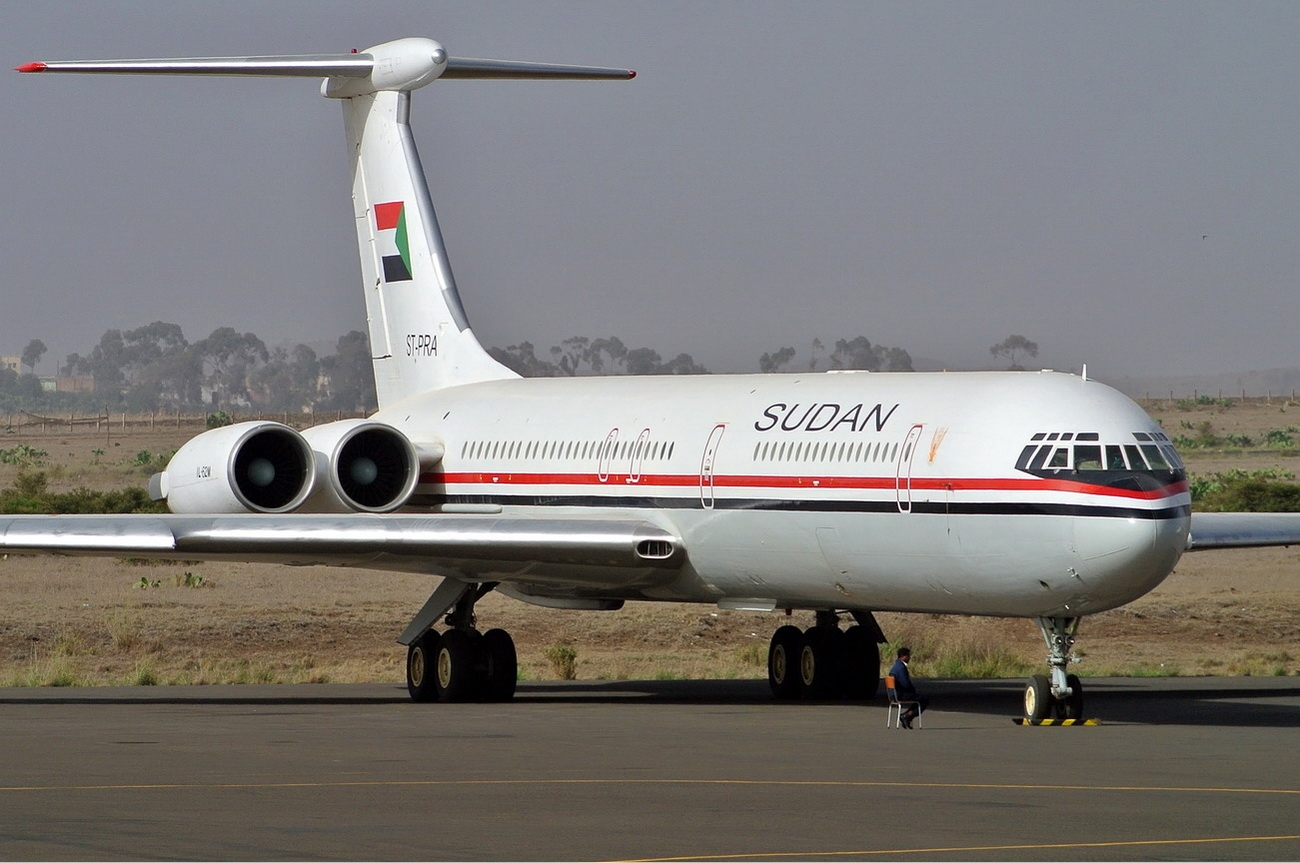
IL-62: Hecktriebwerke

Die Triebwerke sind beidseitig am Ende des Rumpfes in Triebwerksgondeln befestigt (beispielsweise bei Vickers VC-10 oder Iljuschin Il-62), meist mit Abstandshaltern. Diese Anordnung bedingt die Auslegung des Höhenleitwerks als T-förmiges Leitwerk.
Ein Vorteil ist es, aerodynamisch sehr „saubere“ Tragflächen konstruieren zu können, bei denen die Umströmung nicht durch Triebwerke und deren Aufhängungen gestört wird. Außerdem wird die Bodenfreiheit nicht durch die Abmessungen der herabhängenden Triebwerke diktiert, und das Risiko von Triebwerksschäden durch Ansaugen von Fremdkörpern ist massiv reduziert, da die Lufteinlässe sehr hoch über dem Boden liegen.
Bei Ausfall eines Triebwerkes ist das Flugzeug wesentlich leichter beherrschbar, da der Hebelarm des Schubverlusts äußerst kurz ist.
Durch die rumpfnahe Anordnung ist der Lärmpegel im hinteren Passagierbereich etwas erhöht, dafür aber im größten Teil der Kabine äußerst niedrig.
Ein erheblicher Nachteil ist die vergleichsweise schlechte Zugänglichkeit der Triebwerke für Kontroll- und Wartungszwecke.

### Integration der Triebwerke in die Tragflächen

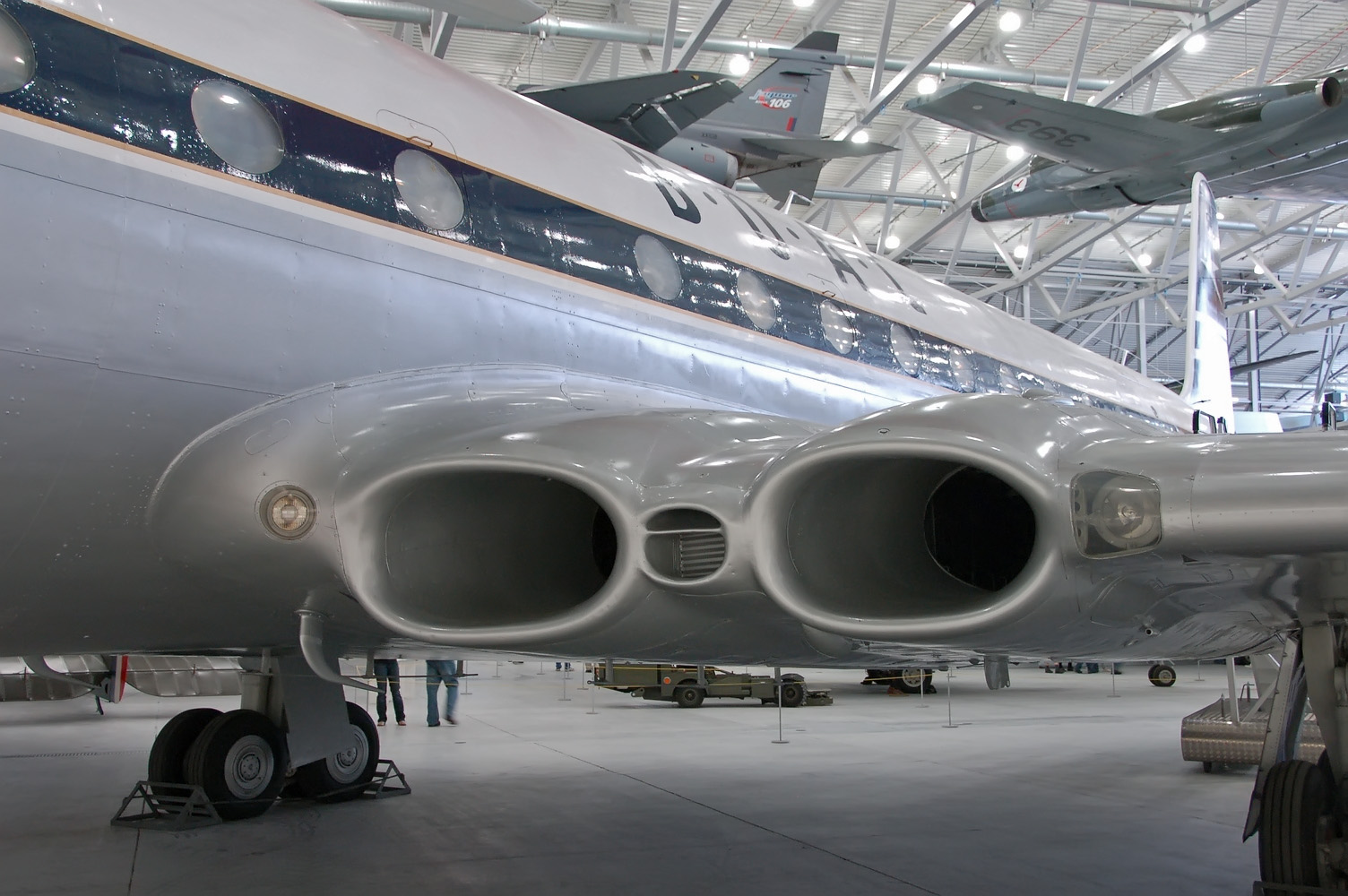
De Havilland DH Comet: Triebwerke in der Flügelwurzel

Beim ersten strahlgetriebenen Verkehrsflugzeug, der De Havilland DH.106 Comet, wurden die Triebwerke paarweise in den Flügelwurzeln eingebaut.
Bei Ausfall eines Triebwerkes ist das Flugzeug wesentlich leichter beherrschbar, da der Hebelarm des Schubverlusts äußerst kurz ist. Dies wiederum erlaubte die Verwendung einer relativ kleinen und damit leichteren Seitenflosse.
Das Risiko von Triebwerksschäden durch Ansaugen von Fremdkörpern ist reduziert, da die Lufteinlässe relativ hoch über dem Boden liegen.
Ein Nachteil sind die notwendigen und gewichtsintensiven Strukturverstärkung in den Tragflächen, um auch bei einer eventuellen Explosion eines Triebwerks die Stabilität der Flügel zu gewährleisten.

## Vor- und Nachteile
Vierstrahlige Flugzeuge zeichnen sich durch bessere Starteigenschaften aus als Flugzeuge mit weniger Triebwerken und unterliegen keinen Beschränkungen hinsichtlich der Routenführung durch ETOPS. Treibstoffverbrauch und vor allem Wartungskosten sind allerdings bei vierstrahligen Flugzeugen wegen der größeren Anzahl der Triebwerke höher.
Der Schub dreier Triebwerke muss ausreichen, um bei Ausfall eines Triebwerks sicher operieren zu können. Die Triebwerke können so im Gegensatz zu zweistrahligen Flugzeugen höher (etwa 3/4 des Maximums) ausgelastet und damit näher am optimalen Betriebspunkt betrieben werden.
Lange Zeit wurde mit vier Triebwerken Sicherheit auf der Langstrecke verbunden. Dies erklärt auch den Werbeslogan der britischen Fluggesellschaft Virgin Atlantic Airways „4 Engines 4 long-haul“ die bis zur Auslieferung der zweistrahligen Boeing 787 im Oktober 2014 ausschließlich vierstrahlige Boeing 747 und Airbus 340 betrieben hatte.
Die Triebwerke sind im Allgemeinen etwas kleiner als bei zweistrahligen Flugzeugen und führen in ihrer Gesamtheit zu einem höheren Treibstoffverbrauch je Passagierkilometer, der sich allerdings durch die modernen Entwicklungen nicht mehr so stark auswirkt. Das Verhältnis Passagierkilometer zu Treibstoffaufwand ist bei den modernen vierstrahligen Großraumflugzeugen im Vergleich zu früheren Modellen generell steigend (militärische Modelle sind nicht berücksichtigt).

## Klassifizierung vierstrahliger Flugzeuge mit primär ziviler Nutzung nach Einsatz, Abmessung und Produktion
Hinweis zur Tabelle: Zum schnellen Überblick sind die im Jahre 2012 eingesetzten Flugzeugtypen hellblau hinterlegt. Die Spalten lassen sich durch Anklicken der kleinen Pfeile in der Überschriftenleiste sortieren.
| Flugzeugtyp                                        | Bild                     | Produktion (Zeitraum) | Stück (2012)    | Stück (2012)   | Land                                               | Abmessungen | Abmessungen  | Reich- weite | Start- gewicht | Bemerkung                                                                                       |
| Flugzeugtyp                                        | Bild                     | Produktion (Zeitraum) | Produk- tion    | einsatz- fähig | Land                                               | Länge       | Spann- weite | Reich- weite | Start- gewicht | Bemerkung                                                                                       |
| -------------------------------------------------- | ------------------------ | --------------------- | --------------- | -------------- | -------------------------------------------------- | ----------- | ------------ | ------------ | -------------- | ----------------------------------------------------------------------------------------------- |
| Airbus A340-200 /-300 /-500 /-600                  | Airbus A340-300          | 1991–2011             | 377             | 362            | Frankreich / Deutschland / europäisches Konsortium | 59–75 m     | 60–63 m      | 14.600 km    | 365 t          | A340-600 von der Boeing 747-8 als längstes Flugzeug der Welt abgelöst                           |
| Airbus A380-800                                    | Airbus A380-800          | 2005–2021             | 97              | 97             | Frankreich / Deutschland / europäisches Konsortium | 72 m        | 79 m         | 14.800 km    | 560 t          | A380-900 (79 m Länge) sowie Frachter A380-800F derzeit eingefroren                              |
| Antonow An-124 Ruslan / Condor                     | Antonow An-124           | 1982–1992, seit 2008  | 57+             | 25             | Ukraine (frühere Sowjetunion)                      | 69 m        | 73 m         | 4.800 km     | 392 t          | Großraumtransportflugzeug, anfangs militärischer Einsatz                                        |
| Avro 706 Ashton                                    | Avro Ashton              | 1950er                | 6               | --             | Vereinigtes Königreich                             | 26-30 m     | 26 m         | 2.700 km     | 37 t           | Prototypen                                                                                      |
| Avro Canada C-102 Jetliner                         | Avro Ashton              | 1949                  | 1               | --             | Vereinigtes Königreich / Kanada                    | 25 m        | 30 m         | 2.000 km     | 30 t           | Prototyp                                                                                        |
| Avro RJ-Familie (RJ85, RJ100, BAe 146)             |                          | 1981–2003             | 387             | 183            | Vereinigtes Königreich                             | 26–30 m     | 26 m         | 2.800 km     | 46 t           | einziges vierstrahliges Kurz- und Mittelstreckenflugzeug                                        |
| 152 / Baade B-152 / Dresden 152 / VL-DDR 152       | Baade B-152              | 1958–1961             | 3               | --             | Deutsche Demokratische Republik                    | 31 m        | 26 m         | 2.400 km     | 46 t           | Prototypen, einzige Strahlflugzeugentwicklung der DDR                                           |
| Berijew Be-42 / A-40 Albatros / Mermaid            | Berijew Be-42            | 1980er-Jahre          | 2               | 2              | Russland (frühere Sowjetunion)                     | 46 m        | 42 m         | 5.500 km     | 86 t           | weltgrößtes Amphibienflugzeug, ursprünglich militärischer Einsatz                               |
| Boeing 707                                         | Boeing 707               | 1957–1979             | 1010            | 2              | Vereinigte Staaten                                 | 44–46 m     | 40–44 m      | 9.700 km     | 150 t          | erstes mit Strahltriebwerken ausgestattetes Langstreckenflugzeug                                |
| Boeing 720                                         | Boeing 720               | 1957–1967             | 154             | --             | Vereinigte Staaten                                 | 41 m        | 40 m         | 6.700 km     | 106 t          | Kurz- bis Mittelstreckenvariante (ursprünglich: Boeing 707-020)                                 |
| Boeing 747-100/-200/-300 Jumbo Jet (Classic-Serie) | B-747-267                | 1969–1991             | 675             | 80             | Vereinigte Staaten                                 | 71 m        | 60 m         | 13.000 km    | 374 t          | nicht mehr in Produktion                                                                        |
| Boeing 747-123 Shuttle Carrier Aircraft (SCA)      | Shuttle Carrier          | 1975 und 1989         | 2               | 2              | Vereinigte Staaten                                 | 70 m        | 59 m         | 1.850 km     | 322 t          | Transport des Space Shuttle der NASA (ca. 70 t Leergewicht)                                     |
| Boeing 747SP Special Performance                   | Boeing 747 „Dreamlifter“ | 1975–1987             | 45              | 18 (ca.)       | Vereinigte Staaten                                 | 56 m        | 60 m         | 15.400 km    | 317 t          | verkürzter Jumbo Jet                                                                            |
| Boeing 747-400 / -400F / -8 / -8F Jumbo Jet        | B-747-400                | 1989-2023             | 734             | 605            | Vereinigte Staaten                                 | 71–76 m     | 65–69 m      | 13.500 km    | 400 t          | Passagierversion der 747-400 nicht mehr in Produktion; 747-8 derzeit längstes Flugzeug der Welt |
| Boeing 747LCF Dreamlifter                          | Boeing 747 „Dreamlifter“ | 2003–                 | 3               | 3              | Vereinigte Staaten                                 | 71 m        | 65 m         | 7.800 km     | 364 t          | Großraumtransportflugzeug, Einsatz bei der Boeing-Produktion                                    |
| Boeing VC-25A/25-B (747-200B) Air Force One        | Boeing VC-25A            | 1990–1991             | 2               | 2              | Vereinigte Staaten                                 | 71 m        | 60 m         | 13.000 km    | 375 t          | Maschinen der Präsidenten der USA                                                               |
| Aérospatiale-BAC Concorde 101/102                  | Concorde                 | 1962–1976             | 20              | --             | Frankreich / Vereinigtes Königreich                | 61 m        | 25 m         | 7.250 km     | 190 t          | bis 2003 eingesetztes Überschall-Verkehrsflugzeug                                               |
| Convair CV-880 Skylark / Golden Arrow              | Convair CV-880           | 1959–1962             | 65              | --             | Vereinigte Staaten                                 | 36 m        | 39 m         | 5.000 km     | 83 t           | Düsen-Verkehrsflugzeug                                                                          |
| Convair CV-990 Coronado                            | Convair CV-990           | 1961–1963             | 37              | --             | Vereinigte Staaten                                 | 42 m        | 36 m         | 8.700 km     | 115 t          | vergrößerte Version der Convair CV-880                                                          |
| De Havilland DH.106 Comet 1-4                      | De Havilland DH.106      | 1951–1964             | 114             | --             | Vereinigtes Königreich                             | 28–35 m     | 32–35 m      | 6.900 km     | 73 t           | erstes Düsenverkehrsflugzeug                                                                    |
| Douglas DC-8                                       | DC-8                     | 1958–1972             | 556             | 17             | Vereinigte Staaten                                 | 45–57 m     | 43–45 m      | 12.400 km    | 160 t          | eines der ersten Düsenpassagierflugzeuge, ab 1967 McDonnell Douglas, seit 1997 Boeing           |
| Hawker Siddeley Trident 3B                         | Hawker Siddeley Trident  | 1950er–1971 (etwa)    | 117             | –              | Vereinigtes Königreich                             | 35–40 m     | 27–29 m      | 4.600 km     | 68 t           | ursprünglich von de Havilland, Schmalrumpfflugzeug; Version 3B mit RB.162 Booster-Triebwerk     |
| Iljuschin Il-62 Classic                            | Il-62                    | 1963–1999             | 292             | 13             | Russland (frühere Sowjetunion)                     | 53 m        | 43 m         | 10.000 km    | 165 t          | Langstreckenjet der UdSSR, Ganzmetallflugzeug                                                   |
| Iljuschin Il-76 Candid [zivil]                     | IL-76TD                  | 1974–1997, seit 2005  | 560 (ca. zivil) | 147            | Russland (frühere Sowjetunion)                     | 46–53 m     | 50 m         | 6.300 km     | 210 t          | schweres Transport- und Verkehrsflugzeug, ziviler und militärischer Einsatz (s. u.)             |
| Iljuschin Il-86 Camber                             | Il-86                    | 1977–1994             | 106             | 4              | Russland (frühere Sowjetunion)                     | 59 m        | 48 m         | 5.000 km     | 206 t          | erstes Großraumflugzeug der Sowjetunion                                                         |
| Iljuschin Il-96                                    | Il-96                    | 1993–                 | 29              | 13+            | Russland                                           | 55–63 m     | 57–60 m      | 11.000 km    | 216 t          | Großraum-Verkehrsflugzeug                                                                       |
| Lockheed L-1329 JetStar / C-140                    | Lockheed L-1329 JetStar  | 1961–1979             | 204             | 12+            | Vereinigte Staaten                                 | 16 m        | 18 m         | 4.800 km     | 20 t           | auch militärisch eingesetzt                                                                     |
| McDonnell 119/220                                  | McDonnell 119/220        | 1958                  | 1               | --             | Vereinigte Staaten                                 | 20 m        | 17 m         | 3.800 km     | 21 t           | Unterlegener Konkurrent zur Lockheed JetStar                                                    |
| Shanghai Y-10                                      | DC-8                     | 1980                  | 2               | --             | Volksrepublik China                                | 42 m        | 43 m         | 8.300 km     | 110 t          | chinesisches Projekt eines Passagierjets, lediglich ein flugfähiges Exemplar gebaut             |
| Tupolew Tu-144 Charger                             | Tu-144                   | 1960er–1978 (etwa)    | 16              | --             | Russland (frühere Sowjetunion)                     | 65 m        | 28 m         | 6.500 km     | 207 t          | erstes Überschallverkehrsflugzeug, nur 7 Monate im Einsatz                                      |
| White Knight Two (von Scaled Composites)           | White Knight Two         | 2008–                 | 1               | 1              | Vereinigte Staaten                                 | 24 m        | 43 m         | 5.400 km     | 45+ t (?)      | experimentelles Trägerflugzeug für Raumflugzeug SpaceShipTwo                                    |

## Klassifizierung vierstrahliger Flugzeuge mit primär militärischer Nutzung nach Abmessung und Produktion
Hinweis zur Tabelle: Zum schnellen Überblick sind die im Jahre 2012 eingesetzten Flugzeugtypen hellblau hinterlegt. Die Spalten lassen sich durch Anklicken der kleinen Pfeile in der Überschriftenleiste sortieren.
| Flugzeugtyp                                              | Bild            | Produktion (Zeitraum)              | Stück Produktion (2012) | Stück einsatz- fähig (2012) | Land                           | Länge (von-bis) in m | Spannweite (von-bis) in m | Reichweite in km | Start- gewicht in t | Bemerkung |
| -------------------------------------------------------- | --------------- | ---------------------------------- | ----------------------- | --------------------------- | ------------------------------ | -------------------- | ------------------------- | ---------------- | ------------------- | --- |
| Arado Ar 234C                                            | [ 19 ]          | 1945                               | 14                      | --                          | Deutsches Reich                | 12 m                 | 14 m                      | 700 km           | 10 t                | Prototypen, ca. 1,5 t Zuladung |
| Avro Vulcan                                              | Vulcan          | 1956–1965                          | 136                     | --                          | Vereinigtes Königreich         | 30 m                 | 34 m                      | 7.400 km         | 113 t               | eine der drei sog. V-Bomber (Vulcan, Valiant und Victor) der Royal Air Force |
| Berijew A-50 Shmel / Mainstay                            | A-50            | 1984–                              | 40 (ca.)                | 31 (ca.)                    | Russland (frühere Sowjetunion) | 47 m                 | 50 m                      | 7.300 km         | 172 t               | AEW-Variante der Il-76MD, fälschlich auch als Il-82 bezeichnet |
| Boeing 707-320 E-3 Sentry                                | E-3             | 1974–1991                          | 68                      | 64                          | Vereinigte Staaten             | 46 m                 | 44 m                      | 8.000 km         | 147 t               | AWACS-Luftaufklärer |
| Boeing 707-320 E-6 Mercury                               | E-6             | 1989–1992                          | 16                      | 16                          | Vereinigte Staaten             | 45 m                 | 45 m                      | 12.100 km        | 154 t               | Gefechtsleitplattform der US-Marine |
| Boeing 707-300 E-8 Joint Stars                           | E-8             | 1988–2005                          | 19                      | 17                          | Vereinigte Staaten             | 46 m                 | 44 m                      | 9.300 km         | 152 t               | fliegendes Kommando- und Kontrollzentrum |
| Boeing / de Havilland C-8A QSRA                          | qsra            | 1972                               | 1                       | --                          | Vereinigte Staaten             | 24 m                 | 30 m                      |                  | 20 t                | Prototyp zum Testen des Upper-Surface-Blowing-Effekts (Coanda-Effekt) |
| Boeing C-17 Globemaster III                              | C-17            | 1991–                              | 250+                    | 246                         | Vereinigte Staaten             | 53 m                 | 51 m                      | 5.100 km         | 263 t               | multifunktionales Großtransportflugzeug, Zuladung 77 t |
| Boeing C-135 Stratolifter / EC-, OC-, RC-, TC-, WC-135   | C-135           | 1954–1965                          | 45                      | 29                          | Vereinigte Staaten             | 42 m                 | 40 m                      | 12.000 km        | 124 t               | Transportflugzeug, abgeleitet von der KC-135, diverse Sondermodelle |
| Boeing C-137 Stratoliner / C-18                          | C-137           | 1954–1955                          | 3                       | --                          | Vereinigte Staaten             | 46 m                 | 44 m                      | 12.000 km        | 184 t               | abgeleitet von der Boeing 707, V-137C wurde als Air Force One des Präsidenten der USA verwendet                                                                                   |
| Boeing KC-135 Stratotanker                               | KC-135          | 1954–1991                          | 761                     | 470                         | Vereinigte Staaten             | 42 m                 | 40 m                      | 17.700 km        | 146 t               | Tankflugzeug, Zuladung 92 t Treibstoff |
| Boeing RC-135 ELINT                                      | RC-135          | 1964–1968                          | 40 (ca.)                | 22                          | Vereinigte Staaten             | 41 m                 | 39 m                      | 6.500 km         | 134 t               | Aufklärungsflugzeug der US Air Force, abgeleitet von der KC-135 |
| Boeing Rockwell B-1B Lancer                              | B-1B            | 1970–1988 (ca.)                    | 104                     | 66                          | Vereinigte Staaten             | 44 m                 | 41/23 m                   | 5.500 km         | 216 t               | strategischer Langstrecken-Bomber |
| British Aerospace Nimrod                                 | BAe Nimrod      | 1966–1974                          | 62                      | --                          | Vereinigtes Königreich         | 36-38 m              | 35 m                      | 9.300 km         | 87 t                | Aufklärungsflugzeug der Royal Air Force bis 2011 |
| Convair B-36D – B-36J Peacemaker                         | B-36            | 1947–1954                          | 300 (ca.)               | --                          | Vereinigte Staaten             | 49 m                 | 70 m                      | 13.000 km        | 186 t               | zusätzlich 6 Propeller-Triebwerke |
| Convair B-58 Hustler                                     | B-58            | 1955–1964                          | 116                     | --                          | Vereinigte Staaten             | 29 m                 | 17 m                      | 3.200 km         | 73 t                | überschallschneller Hochgeschwindigkeits-Bomber |
| Handley Page Victor                                      | H.P.80          | 1952–1963                          | 86                      | --                          | Vereinigtes Königreich         | 36 m                 | 34 m                      | 7.400 km         | 80 t                | eine der drei sog. V-Bomber (Vulcan, Valiant und Victor) der Royal Air Force |
| Iljuschin Il-76, Il-76M Candid, Il-78 Midas, Il-76MD-90A | Il-76T          | 1978–                              | 400+ (ca.)              | 165+ (ca.)                  | Russland (frühere Sowjetunion) | 47-53 m              | 51 m                      | 6.000 km (ca.)   | 210 t               | IL-76M als Transport- und Lazarettflugzeug, IL-78 als Tankflugzeug (Zuladung ca. 28 t Treibstoff), IL-76MD-90A als modernisierte Version ab 2011; auch im zivilen Einsatz (s. o.) |
| Kawasaki XP-1                                            | Kawasaki XP-1   | 2007–                              | 8                       | 8                           | Japan                          | 38 m                 | 35 m                      | 8.000 km         | 80 t                | Prototypen in Flugerprobung seit 2007 |
| KongJing KJ-2000                                         | [ 25 ]          | 2000–                              | 4+ (ca.)                | 4+ (ca.)                    | Volksrepublik China            | 46 m                 | 50 m                      | 5.000 km (ca.)   | 200 t (ca.)         | AWACS-Luftaufklärer, Variante der Il-76MD/A-50 |
| Lockheed C-5 Galaxy                                      | C-5             | 1968–1973, 1986–1989               | 131                     | 73                          | Vereinigte Staaten             | 75 m                 | 67 m                      | 4.400 km         | 380 t               | Großraumtransportflugzeug, Zuladung 118 t oder 345 Soldaten |
| Lockheed C-141 Starlifter                                | C-141           | 1963–1968                          | 285                     | --                          | Vereinigte Staaten             | 44-51 m              | 48 m                      | 6.500 km         | 147 t               | Transportflugzeug |
| Martin P6M Sea Master                                    | CP6M            | 1955–1959                          | 12                      | --                          | Vereinigte Staaten             | 41 m                 | 32 m                      | 3.200 km         | 80 t                | ursprünglich als Nuklearbomber geplant |
| McDonnell Douglas YC-15                                  | YC-15           | 1975–1979                          | 2                       | --                          | Vereinigte Staaten             | 38 m                 | 33/40 m                   | 4.800 km         | 98 t                | Prototyp eines militärischen Transporters (in Konkurrenz zu Boeing YC-14) |
| Mjassischtschew M-4 / 3MT Bison                          | M-4             | 1953–1963                          | 93                      | --                          | Sowjetunion                    | 48 m                 | 50 m                      | 10.000 km (ca.)  | 181 t               | strategischer Bomber |
| Mjassischtschew M-50 Bounder                             | M-50            | 1955–1959 (ca.)                    | 2                       | --                          | Sowjetunion                    | 57 m                 | 35 m                      | 7.400 km         | 200 t               | Prototypen für einen Überschallbomber |
| North American B-45 Tornado                              | B-45 Tornado    | 1948–1950                          | 143                     | --                          | Vereinigte Staaten             | 23 m                 | 27 m                      | 1.600 km         | 37 t                | leichter Bomber |
| Northrop Grumman B-2 Spirit (auch: The Stealth Bomber)   | B-2 Spirit      | 1997–                              | 21+                     | 19                          | Vereinigte Staaten             | 21 m                 | 52 m                      | 18.000 km        | 152 t               | strategischer Langstreckenbomber |
| OK-GLI / BTS-02 (Buran)                                  | OK-GLI          | 1984                               | 1                       | --                          | Sowjetunion                    | 36 m                 | 24 m                      | km               | 105 t               | eigenständig flugfähiges Modell einer Buran-Raumfähre, Flüge 1984–1989 |
| Suchoi T-4 Sotka                                         | Suchoi T-4      | 1972–1974                          | 4                       | --                          | Russland (frühere Sowjetunion) | 44 m                 | 22 m                      | 6.000 km         | 125 t               | Prototypen, nie im Dienst |
| Tupolew Tu-160 Blackjack                                 | Tu-160          | 1981–1994, 2005–                   | 35+                     | 12+                         | Russland                       | 54 m                 | 55/35 m                   | 10.000 km        | 275 t               | schwerer strategischer Schwenkflügel- und Überschallbomber |
| Vickers Valiant                                          | Vickers Valiant | 1952–1957                          | 107                     | --                          | Vereinigtes Königreich         | 33 m                 | 35 m                      | 3.500 km         | 63 t                | eine der drei sog. V-Bomber (Vulcan, Valiant und Victor) der Royal Air Force |
| Vickers VC10 / VC10K / C1 / Super VC10                   | Vickers VC10 K  | 1962–1970, 1978–Mitte 1990er (ca.) | 54                      | 6                           | Vereinigtes Königreich         | 48-52 m              | 45 m                      | 6.300–11.000 km  | 150 t               | eines der ersten Langstreckenflugzeuge, hauptsächlich in der militärischen Variante VC10K / C1 im Einsatz als Transport- und Tankflugzeug der Royal Air Force                     |
| Xian Y-20 / Yun-20                                       | [ 29 ]          | 2012–                              | 2                       | 2                           | Volksrepublik China            | 47 m (ca.)           | 50 m (ca.)                | 4.400 km (ca.)   | 220 t               | Strategischer Transporter, Neuentwicklung, Prototypen im Flugtest |